# Diecezja Nouny
Diecezja Nouny – diecezja rzymskokatolicka w Burkina Faso. Powstała w 1947 jako prefektura apostolska. Podniesiona w 1951 do rangi wikariatu apostolskiego. Ustanowiona diecezją w 1955. Od 1975 nosiła nazwę  Nouna–Dédougou - do pierwotnej nazwy wróciła w 2000 po ustanowieniu diecezji Dédougou. 

## Biskupi diecezjalni
- Biskupi diecezjalni
  - Bp Guy Mukasa Sanon (od 2025)
  - Bp Joseph Sama (2000–2025)
- Biskupi  Nouna–Dédougou 
  - Bp Zéphyrin Toé (1973 – 2000)
- Biskupi Nouna 
  - Bp Jean-Marie Lesourd, M. Afr. (1955 – 1973)
- Wikariusze apostolscy Nouna
  - Bp Jean-Marie Lesourd, M. Afr. (1951 – 1955)
- Prefekci apostolscy Nouna 
  - Bp Jean-Marie Lesourd, M. Afr. (1947– 1951)